# Maurizio Ragazzi
Maurizio Ragazzi (San Giovanni in Persiceto, 21 febbraio 1964) è un ex cestista italiano.
Da tutti soprannominato "Riccio", per via dei capelli molto ricci, ha ricoperto il ruolo di guardia-ala.

## Carriera
Cestista illustre di San Giovanni in Persiceto molti anni prima del suo più famoso concittadino Marco Belinelli, nella sua carriera ha fatto il giramondo, fermandosi qualche anno solo a Napoli, Bologna sponda Virtus e Treviso, dove ha vinto, con la maglia della Benetton tre Coppe Italia e una Eurocup.
Ha giocato una stagione anche nella Virtus Roma, dove sarà sempre ricordato dai tifosi per un suo canestro da tre punti realizzato sulla sirena, con il pallone scagliato dalla sua metà campo e che diede la vittoria alla Virtus Roma di un punto, in una partita giocata contro la Juvecaserta, che da lì a qualche mese avrebbe vinto lo scudetto.

## Palmarès
- Coppa Italia: 3

Pall. Treviso: 1993, 1994, 1995
- Coppa d'Europa: 1

Pall. Treviso: 1994-95